# Melossis
Melossis es un género de foraminífero bentónico considerado un sinónimo posterior de Melonis de la subfamilia Pulleniinae, de la familia Nonionidae, de la superfamilia Nonionoidea, del suborden Rotaliina y del orden Rotaliida. Su especie-tipo es Nonion? marielensis. Su especie tipo era Nautilus pompilioides. Su rango cronoestratigráfico abarcaba el Holoceno.

## Clasificación
Melossis incluye a la siguiente especie:
- Melossis pompilioides, aceptado como Melonis pompilioides